# Микродрајв
Микродрајв (Microdrive) је врста уређаја за запис на магнетни меморијски медиј који је фирма Синклер Рисерч (Sinclair Research) лансирала на тржиште 1983. године. У почетку је ова спољашња меморија била намењена рачунару ZX Spectrum, да би се недуго иза тога појавила и на рачунарима Sinclair QL као основни тип меморијског носиоца података.
Иако је у суштини за време појављивања Микродрајва то била јефтина алтернатива флопи дисковима, постојали су фактори који су утицали на његов скроман комерцијални успех. У првом реду је изникао проблем са магнетним тракама унутар кертриџа који су коришћени за запис информација. Проблеми ове врсте су били изражени нарочито у времену после појављивања на тржишту, да би се током времена поузданост кертриџа повећала. 
Други је проблем био у томе да сам Микродрајв није био превише скуп уређај (цена 49.95 фунти) али је за његово прикључивање на Спектрум био потребан ZX Interface I који се продавао по истој цени. Ово се већ приближавало цени самог рачунара али је и даље било доста јефтиније од уређаја за флопи-дискове.

## Кертриџи
Микродрајв је као медиј за запис података користио тзв. кертриџе са димензијама 44x34x8 мм. Они су унутар себе имали 5 метара дугу магнетну траку која се кретала брзином од 76 центиметара у секундии имала ширину од 1,9 мм. Брзина читања података је била 15 килобајта у секунди, што би за рачунар са малом меморијом као што је Спектрум био доста добар резултат. Међутим, због природе медија који је представљао кружну траку која је правила пуну ротацију у току 8 секунди, у пракси је читање података трајало знатно дуже. Занимљив је и податак да величина записа на кертриџима није била фиксна већ се кретала од 85-96 kB.
Ни цена појединачног кертриџа није била мала. Приликом појвљивања су коштали по 4,95 фунти, да би им се касније цена спустила до 1,99 фунти.